# Fold Your Hands Child, You Walk Like a Peasant
Fold Your Hands Child, You Walk Like a Peasant è il quarto album in studio del gruppo musicale britannico Belle and Sebastian, pubblicato il 6 giugno 2000 dalla Jeepster Records.

## Descrizione

### Copertina
La foto di copertina del disco raffigura le gemelle Gyða e Kristín Anna Valtýsdóttir, entrambe membri del gruppo musicale islandese dei múm.

## Accoglienza
| Recensione           | Giudizio |
| -------------------- | -------- |
| AllMusic             |          |
| Entertainment Weekly | B        |
| NME                  |          |
| Pitchfork            | 6,7/10   |
| Rolling Stone        |          |

Fold Your Hands Child, You Walk Like a Peasant ha ottenuto recensioni positive da parte dei critici musicali. Su Metacritic, sito che assegna un punteggio normalizzato su 100 in base a critiche selezionate, l'album ha ottenuto un punteggio medio di 68 basato su venticinque recensioni.

## Tracce
Testi e musiche di Stuart Murdoch, eccetto dove indicato.
1. I Fought in a War – 4:09
2. The Model – 3:58
3. Beyond the Sunrise – 4:06 (Isobel Campbell)
4. Waiting for the Moon to Rise – 3:11 (Sarah Martin)
5. Don't Leave the Light On Baby – 4:27 (Stuart Murdoch, Chris Geddes)
6. The Wrong Girl – 3:41 (Stevie Jackson, Sarah Martin, Richard Colburn, Chris Geddes, Mick Cooke)
7. The Chalet Lines – 2:23
8. Nice Day for a Sulk – 2:31
9. Women's Realm – 4:35
10. Family Tree – 4:04
11. There's Too Much Love – 3:27

## Classifiche
| Classifica (2000) | Posizione massima |
| ----------------- | ----------------- |
| Francia           | 54                |
| Germania          | 52                |
| Irlanda           | 25                |
| Norvegia          | 17                |
| Regno Unito       | 10                |
| Stati Uniti       | 80                |
| Svezia            | 11                |